# پایگاه هوایی هردوک
پایگاه هوایی هردوک (به انگلیسی: Horodok (air base)) (به زبان بومی: Grodek Jagellonski when under Polish jurisdiction) یک فرودگاه نظامی است که یک باند فرود بتن دارد و طول باند آن ۲۵۰۰ متر است. این فرودگاه در کشور اوکراین قرار دارد و در ارتفاع ۲۷۳ متری از سطح دریا واقع شده‌است.